# Tulio Manuel Chirivella Varela
Tulio Manuel Chirivella Varela (ur. 14 listopada 1932 w Aguirre, zm. 11 kwietnia 2021 w Miami) – wenezuelski duchowny rzymskokatolicki, w latach 1982–2007 arcybiskup Barquisimeto.

## Życiorys
Święcenia kapłańskie przyjął 11 listopada 1956. 5 kwietnia 1974 został mianowany biskupem Margarity. Sakrę biskupią otrzymał 9 czerwca 1974. 18 października 1982 objął urząd arcybiskupa Barquisimeto. 22 grudnia 2007 przeszedł na emeryturę.